# The Sessions - Gli incontri
The Sessions - Gli Incontri (The Sessions) è un film del 2012 scritto e diretto da Ben Lewin che ha come protagonisti John Hawkes e Helen Hunt.
Il film tratta la vera storia del poeta Mark O'Brien.
Originariamente intitolato The Surrogate, il film si basa sull'articolo On Seeing a Sex Surrogate scritto da Mark O'Brien, poeta paralizzato dal collo in giù a causa della poliomielite, che ha assunto un surrogato del sesso per perdere la verginità.

## Trama
1988, Berkeley. Mark O'Brien è un poeta e giornalista costretto a vivere in un polmone d'acciaio da quando da bambino si ammalò di una poliomielite che lo rese tetraplegico. A causa della sua condizione, è arrivato a 38 anni senza aver mai fatto sesso: dopo aver proposto senza successo alla sua infermiera Amanda di sposarlo e avendo compreso di poter essere vicino alla morte, l'uomo decide che è arrivato il momento di perdere la verginità. Dopo aver consultato il suo sacerdote, padre Brendan, e con l'aiuto del personale che provvede alla sua terapia, si mette in contatto con Cheryl, un'assistente sessuale.
Concordano di avere non più di sei incontri insieme e cominciano le loro lezioni, ma presto è chiaro che stanno sviluppando sentimenti romantici l'una per l'altro: il marito di Cheryl, che lei ama profondamente, sopprime inizialmente la sua gelosia, ma scoppia quando legge una poesia d'amore che Mark ha inviato a Cheryl. Dopo vari tentativi, Mark e Cheryl sono in grado finalmente di fare del sesso soddisfacente, ma Cheryl decide di interrompere gli incontri dopo la quarta sessione a causa dei sentimenti che inizia a provare.
Una notte, qualche tempo dopo, avviene un black out a casa di Mark, causando l'interruzione del funzionamento del polmone d'acciaio e rendendo necessario per Mark un ricovero in ospedale. Fortunatamente Mark sopravvive e incontra Susan Fernbach, una giovane donna volontaria nel reparto ospedaliero. La storia termina nel 1999, al funerale di Mark, al quale partecipano tutte le persone che gli sono state vicino, compresi Cheryl, Amanda e padre Brendan, mentre Susan conclude le esequie leggendo la poesia che Mark amava di più, scritta proprio per Cheryl.

## Promozione
Il trailer italiano del film è stato diffuso online il 6 novembre 2012.

## Distribuzione
Presentato in anteprima al Sundance Film Festival, il film è stato distribuito nelle sale statunitensi il 19 ottobre 2012. In Italia è stato presentato in anteprima al Torino Film Festival, mentre l'uscita in sala è avvenuta il 14 febbraio 2013.

## Riconoscimenti
- 2013 - Premio Oscar
  - Candidatura Miglior attrice non protagonista a Helen Hunt
- 2013 - Golden Globe
  - Candidatura Miglior attore in un film drammatico a John Hawkes
  - Candidatura Migliore attrice non protagonista ad Helen Hunt
- 2013 - Premio BAFTA
  - Candidatura Miglior attrice non protagonista a Helen Hunt
- 2012 - Satellite Award
  - Candidatura Miglior film drammatico a Judi Levine e Stephen Nemeth
  - Candidatura Migliore regia a Ben Lewin
  - Candidatura Miglior attore in un film drammatico a John Hawkes
  - Candidatura Miglior attrice non protagonista a Helen Hunt
  - Candidatura Miglior sceneggiatura non originale a Ben Lewin
- 2013 - Independent Spirit Awards
  - Miglior attore protagonista a John Hawkes
  - Miglior attrice non protagonista a Helen Hunt
- 2012 - Sundance Film Festival
  - U.S. Dramatic Special Jury Prize for Ensemble Acting
  - Audience Award: U.S. Dramatic a Ben Lewin
  - Candidatura Gran premio della giuria: U.S. Dramatic a Ben Lewin